# 札幌市立柏丘中学校
札幌市立柏丘中学校（さっぽろしりつかしわがおかちゅうがっこう）は、北海道札幌市白石区平和通にある市立の中学校である。

## 概要
毎朝5分間読書の時間を設けている。中間試験は、行っていない。
2022年度の学級数は、普通学級18、知的障害学級2、情緒障害学級1。
入学する生徒の多くは、札幌市立白石小学校、札幌市立西白石小学校、札幌市立本通小学校、札幌市立平和通小学校、札幌市立北郷小学校からである。
ネクタイの色が入学年度ごとで違っている（エンジ、青、シルバー）。
校区は東西に広く、30分以上の通学時間がかかる生徒もいる。

## 沿革
- 1961年（昭和36年） - 設立。札幌市立白石中学校から552名の生徒が移り、翌1962年に開校式を行なった。
- 1966年（昭和41年）- 養護学級設置。
- 1970年（昭和45年）- 札幌市立北白石中学校開校に伴って生徒の一部（392名）が移る。
- 1973年（昭和48年） - 十五島公園で炊事遠足中だった生徒2名が、藻岩ダムの放流水による水難で死亡する事故が発生。
- 1977年（昭和52年）- 第16回精神薄弱教育全国大会会場校となる。
- 1979年（昭和54年） - 札幌市立北都中学校開校に伴って生徒の一部（186名）が移る。
- 1985年（昭和60年）- 校舎改築、新校舎落成。
- 1991年（平成3年）- 優良PTA校として文部大臣賞受賞。
- 2011年（平成23年）- 50周年記念式典を教育文化会館で行う。

## 年間行事
- 4月

始業式、着任式、入学式、生徒会入会式、学力テスト、内科検診（3年、7組）、前期生徒会認証式
- 5月

身体測定、内科検診（2年）、生徒総会、修学旅行（3年）、宿泊学習（2年）、野外学習（1年）、球技大会（2年）
- 6月

球技大会（1年）、内科検診（1年）、定期テスト、耳鼻科検診（1年）、中体連壮行会、眼科検診（1年）、歯科検診
- 7月

心臓検診（1年）、陸上競技大会、家庭訪問（1年）、三者懇談（2年、3年）、終業式
- 8月

始業式、学力コンテスト、学力テスト（1年、2年）、球技大会（3年）
- 9月

学力テストA（3年）、学校祭、合唱コンクール
- 10月

学力テストB（3年）、生徒会役員選挙立会演説会、進路説明会（3年）
- 11月

学力テストC（3年）、全日総合（2年）、生徒総会
- 12月

個人懇談、終業式
- 1月

始業式、学力コンテスト（1年、2年）、スキー学習（1年、2年）
- 2月

スキー学習（1年、2年）、定期テスト（1年、2年）
- 3月

卒業式、修了式、離任式

## 部活動
- 野球部（全国大会 出場）
- サッカー部
- 男女バドミントン部（全国大会出場）
- 男女バスケットボール部
- 男女ソフトテニス部
- 男女卓球部（全国大会出場）
- 女子バレーボール部
- 柔道部
- 剣道部
- 陸上部
- 吹奏楽部
- 美術部
- 体操部
- スキー部

## 校歌
校歌は、3番まである。
スタッカートやテヌートで演奏される所がある。

## 柏丘憲章
- 心得1 : わたしたちは、生命を大切にします。
- 心得2 : わたしたちは、みな平等です。
- 心得3 : わたしたちは、人の心を尊重します。
- 心得4 : わたしたちは、それぞれに自分らしさを伸ばします。

## 主な出身者
- しろっぷ（お笑いコンビ）
- 寺田明日香（100mハードル・陸上競技選手、北海道ハイテクAC所属）
- 山口浩司（歌手、森雄二とサザンクロス・ヴォーカル、IPG所属）

## 交通アクセス
- JR白石駅下車、徒歩13分。
- ジェイ・アール北海道バス空知線、夕鉄バス 白石本通停留所下車、徒歩4分。
- 北海道中央バス白石営業所 平和通8丁目停留所下車、徒歩2分。